# Marina Inoue
Marina Inoue (japanisch 井上 麻里奈 Inoue Marina; * 20. Januar 1985 in Tokio) ist eine japanische Synchronsprecherin (Seiyū) und Sängerin.
Marina Inoue steht bei der Agentur Sigma Seven unter Vertrag. Sie war an über 150 Produktionen beteiligt, darunter als Nao Midorikawa und April Swanson in Glitter Force.

## Rollen (Auswahl)
- Attack on Titan (Armin Arlert / Erzähler)
- Baccano! (Eve Genoard)
- Beyblade: Metal Fusion (Hikaru Hazama)
- Boku wa Tomodachi ga Sukunai (Yozora Mikazuki)
- Broken Blade (Narvi Sutoraizu)
- Danball Senki (Ami Kawamura)
- Darling in the Franxx (Nana)
- Date A Live (Tōka Yatogami)
- Freezing (Chiffon Fairchild)
- Galilei Donna (Anna Hendrix)
- Getsumen to Heiki Mina (Mina Tsukishiro)
- Glitter Force (Nao Midorikawa / April Swanson)
- Gurren Lagann (Yoko Littner)
- Highschool of the Dead (Rei Miyamoto)
- IS (Laura Bodewig)
- Jujutsu Kaisen (Mai Zen'in)
- Kämpfer (Natsuru Senō)
- Kono Subarashii Sekai ni Shukufuku o! (Darkness)
- Kyōkai no Rinne (Sakura Mamiya)
- Kyōkai Senjō no Horizon (Nate Mitotsudaira)
- Log Horizon (Kanami)
- Mahō Tsukai ni Taisetsu na Koto – Natsu no Sora (Honomi Asagi)
- Mahōka Kōkō no Rettōsei (Mari Watanabe)
- My Hero Academia (Momo Yaoyorozu)
- Onii-chan no Koto Nanka Zenzen Suki Janain Dakara ne!! (Iroha Tsuchiura)
- Psycho-Pass (Mizue Shisui)
- Rio – Rainbow Gate! (Rio „Rollins“ Tachibana)
- Sailor Moon Cosmos (Kou Seiya/Sailor Star Fighter)
- Sayonara Zetsubō Sensei (Chiri Kitsu)
- Sekirei (Tsukiumi)
- Skip Beat! (Kyōko Mogami)
- The Seven Deadly Sins (Jericho)
- Toshokan Sensō (Iku Kasahara)
- Umineko no Naku Koro ni (Jessica Ushiromiya)
- Valkyria Chronicles (Alicia Melchiott)
- Yakitate!! Japan (Shigeru Kanmuri)